# Arcopagia crassa
Arcopagia crassa är en musselart som först beskrevs av Thomas Pennant 1777.  Arcopagia crassa ingår i släktet Arcopagia och familjen Tellinidae. Enligt den svenska rödlistan är arten sårbar i Sverige. Arten förekommer i Götaland. Artens livsmiljö är havet. Inga underarter finns listade i Catalogue of Life.

## Bildgalleri

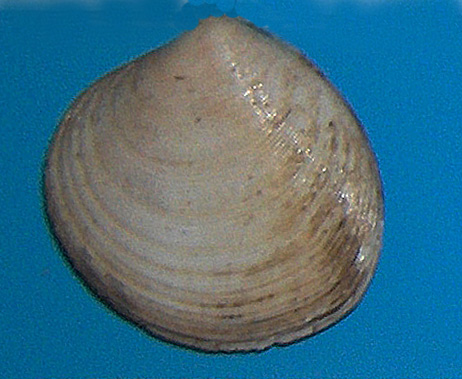
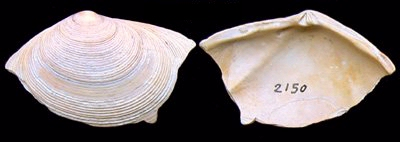
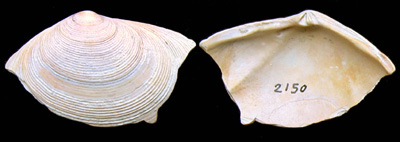